# Pardosa irretita
Pardosa irretita là một loài nhện trong họ Lycosidae.
Loài này thuộc chi Pardosa. Pardosa irretita được Eugène Simon miêu tả năm 1886.